# Guiyu
|  | Aquest article tracta sobre la localitat xinesa. Si cerqueu el gènere fòssil, vegeu «Guiyu oneiros». |

Guiyu (贵屿 en xinès; Gùiyǔ en pinyin) és una localitat a la província meridional de Canton. Fou creada a partir d’un aglomerat de quatre pobles adherits per un total de 150.000 persones al districte de Chaoyang de la província de Guangdong a la Xina. Situat a la costa del mar de la Xina Meridional, Guiyu és conegut en la comunitat ecologista global per la seva recepció de residu electrònic i té el rècord per ser el lloc mes gran del món amb aquest tipus de residu des del 2013.
Guiyu era coneguda com el lloc mes gran de reciclatge de les escombraries electròniques. Pels seus carrers es veien muntanyes de monitors i teclats amb lletres desgastades, bateries en descomposició al costat de les séquies o quilòmetres de cables que desprenien un dens fum negre quan eren cremats per extreure’n el coure, malgrat els efectes adversos que els residus electrònics tenen sobre la salut i el medi ambient. La crema de plàstics a la ciutat ha provocat que el 80% dels seus fills tinguin nivells perillosos de plom a la sang.
Un estudi recent de la zona va avaluar l’abast de la contaminació per metalls pesants del lloc. Mitjançant mostres de pols, els científics van analitzar les concentracions mitjanes de metalls pesants en un taller de Guiyu i van trobar que el plom i el coure eren 371 i 115 vegades superiors, respectivament, en comparació amb les zones situades a 30 quilòmetres de distància. El mateix estudi va revelar que es va trobar que els sediments del proper riu Lianjiang estaven contaminats per bifenil policlorat a un nivell tres cops superior a la quantitat indicada.
A partir del 2013 les autoritats locals van traslladar la majoria de tallers de residus electrònics a un parc experimental d’ecologia industrial anomenat Parc Nacional d'Indústria Pilot d'Economia Circular. Allà, els residus tòxics derivats dels productes es poden tractar i reciclar millor. La qualitat de l’aire i de l’aigua va millorar posteriorment a la ciutat, tot i que molts encara es van deixar contaminats per les restes de processament de residus electrònics i no s'han netejat.
El 2005 la formació italiana Planet Funk va rodar i publicar el videoclip de la seva cançó «Stop Me», en què apareix Guiyu i el seu entorn de residus electrònics.
Longtang, al districte de Qingcheng, Qingyuan, és una altra ciutat de processament de residus electrònics a la Xina.